# Felsennest

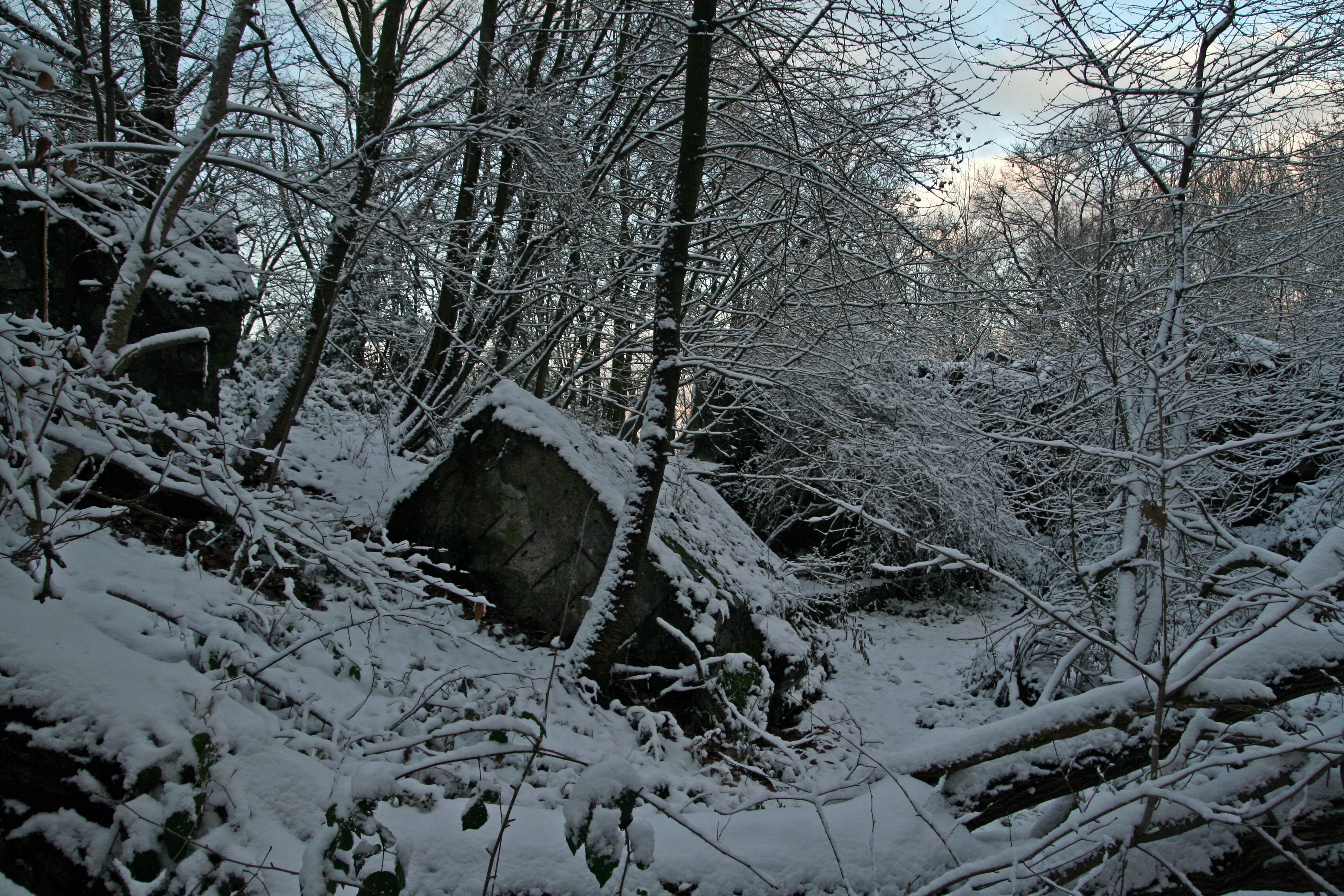
Ruïne van het Felsennest

Felsennest (Nederlands: Stenennest) was een hoofdkwartier van Adolf Hitler. Het was een van de eerste hoofdkwartieren die Hitler liet bouwen. Felsennest bevindt zich in de Eifel, bij het dorpje Rodert (nabij Bad Münstereifel, 40 kilometer ten zuiden van Bonn). Het hoofdkwartier was gebouwd ter vervanging van Adlerhorst, waar Hitler niet tevreden mee was. Vanuit dit hoofdkwartier leidde Hitler operatie Fall Gelb, de aanval op de Lage Landen. Hitler bevond zich in de herfst van 1939 voor het eerst in Felsennest, om plannen te maken voor de invasie. Daarnaast was hij van 10 mei 1940 tot 6 juni 1940 in het complex.
Het complex bestond uit verscheidene munitiebunkers en versterkte schuttersputjes. Daarnaast waren er enkele betonnen bunkers, een centrale Führerbunker en een gastenbunker.
Tijdens de laatste maanden van de oorlog hebben terugtrekkende troepen van de Wehrmacht het hoofdkwartier opgeblazen.
Adlerhorst ·
Anlage Mitte ·
Anlage Süd ·
Bärenhöhle ·
Felsennest ·
Siegfried ·
Tannenberg ·
Waldwiese ·
Wasserburg ·
Werwolf ·
Wolfsschanze ·
Wolfsschlucht I ·
Wolfsschlucht II

Andere verblijfsplaatsen van Adolf Hitler: Berghof ·
Rijkskanselarij (met Führerbunker)